# Artabotrys rupestris
Artabotrys rupestris Diels – gatunek rośliny z rodziny flaszowcowatych (Annonaceae Juss.). Występuje naturalnie w Tanzanii. 

## Morfologia
PokrójZimozielony krzew. Ma pnące pędy, młodsze są owłosione.
LiścieMają odwrotnie owalnie eliptyczny, podłużnie eliptyczny lub eliptyczny kształt. Mierzą 3,5–20 cm długości oraz 2–7 cm szerokości. Są mniej lub bardziej skórzaste, lekko owłosione od spodu. Nasada liścia jest sercowata. Wierzchołek jest od tępego do spiczastego. Ogonek liściowy jest mniej lub bardziej owłosiony i dorasta do 2–3 mm długości.
KwiatyZebrane po 2–3 w owłosione kwiatostany. Rozwijają się w kątach pędów. Działki kielicha mają trójkątny kształt i dorastają do 2–4 mm długości. Płatki mają cylindrycznie lancetowaty kształt i żółtobrunatną barwę, osiągają do 10 mm długości. Kwiaty mają 12 nagich słupków o jajowatym kształcie.
OwoceTworzą owoc zbiorowy. Mają kształt od odwrotnie jajowatego do elipsoidalnego. Osiągają 1–7 mm długości oraz 1 mm średnicy. Są owłosione. Mają zieloną barwę.

## Biologia i ekologia
Rośnie na otwartych przestrzeniach w lasach. Występuje na wysokości od 1000 do 1800 m n.p.m.